# Erich Glagau
Erich Glagau (* 17. Juli 1914 in Königsberg (Preußen); † 6. Juni 2017) war ein deutscher Autor und Holocaustleugner aus Baunatal.
Gegen Glagau wurden mehrere Male Strafverfahren eingeleitet. Er verteilte unter anderem 2008 in Kleve Briefe mit der Überschrift „Worin unterscheiden sich das Märchen vom Klapperstorch und dem Holocaust“ und beklebte Straßenschilder und Laternen. Auch Staatsanwaltschaften in Kassel, Krefeld und Düsseldorf ermittelten gegen ihn wegen des Verdachts auf Volksverhetzung nach § 130 StGB.

## Bücher
- Angst ist ein Naturgesetz zur Gefahrenabwehr, 2009
- Ist die "BRD" ein Verbündeter der Feinde des Deutschen Reiches; und damit ein Feind des deutschen Volkes?, 2009
- Müssen Kinder so heissen?, Verl. Volk in Bewegung, 2008 (2. Auflage)
- Sixtus Rosenzweig[4] entdeckt bei Darwin als Naturereignis den "Kampf ums Dasein", 2008
- "Soll und Haben" einer BRDigungs-Verwaltung auf dem Boden des Deutschen Reiches, 2008
- Sixtus Rosenzweig sprach mit dem Teufel, 2007
- War Jesus ein Arier?, 2007
- Worin unterscheiden sich das Märchen vom Klapperstorch und dem Holocaust?, 2007
- Bewahrt die Natur! Oder ihr mordet euch selbst, 2006
- Glaube nicht, worüber man dir verbietet zu reden!, 2006
- Kurzgeschichten, 2006
- Wir wollen keine Besatzer und ihre Hiwis, wir wollen einen Friedensvertrag! Wir wünschen keine Volksverhetzung, wir wünschen eine ehrliche Volksaufklärung!, 2005
- Fünf fast unglaubliche Geschichten, 2003
- Offener Brief: Anzeige wegen "unterlassener Hilfeleistung" (§ 323c StGB) und der Zugehörigkeit zu einer "kriminellen Vereinigung" (§ 129 StGB) gegen Johannes Rau, Wolfgang Thierse, Gerhard Schröder, 2003
- (mit Matthias Haidn) "Religion" kommt von "relegere", und das heißt "gewissenhaft beobachten", 2003
- Die Ziele aus Bibel, Talmud und den "Protokollen" oder wird die Vernunft siegen?, 2002
- Erinnerungen eines Zeitzeugen, 2002
- Globalisierte "Leid-Kultur" oder deutsche Leitkultur in Deutschland, 2002
- Wer fliegt, hat mehr vom Leben, 2002
- David – Biographie eines biblischen Schurken und die Last der Gene, 2001
- Mein Kampf – mit der Bibel, mit dem Strafgesetzbuch, 2001
- Müssen Kinder so heißen?, 2001 (1. Auflage)
- Sechs Richtige, A. Fröhlich, 2001 (2. Auflage)
- "Vatikan-Studie", 2001
- Das Kerbholz, 2000
- Die Entlarvung des Antisemitismus-Schwindels, 2000 (2. Auflage)
- Die mosaisch-christliche Religion und das deutsche Volk, (5. Auflage)
- Freitag der 13., 2000
- Die Entlarvung des Antisemitismus-Schwindels, 1999 (2. Auflage)
- Die Welt am Abgrund!, Verl. Neue Visionen, 1997
- Eine passende Antwort, Herr Bubis; Verl. Neue Visionen, 1997
- Sechs Richtige, Symanek, c. 1995
- Eine Königin läßt morden, Symanek, c. 1994
- Der Traum vom großen Geld, Symanek, c. 1993
- O Schreck! Ich habe geglaubt, Symanek, c. 1992
- Die grausame Bibel, Symanek, c. 1991
- "Verrückt – aber erfolgreich!", Symanek, c. 1990
- Das Geheimnis um Boris Stroganoff, Heitz und Höffkes, c. 1988
- Das kam mir doch recht spanisch vor, Heitz und Höffkes, c. 1988
- Nichts wie nach Hause, Bläschke, 1982